# Wieniec-Zalesie
Wieniec-Zalesie – wieś w Polsce położona w województwie kujawsko-pomorskim, w powiecie włocławskim, w gminie Brześć Kujawski.
W latach 1975–1998 miejscowość administracyjnie należała do województwa włocławskiego. Według Narodowego Spisu Powszechnego (III 2011 r.) liczyła 428 mieszkańców. Jest czwartą co do wielkości miejscowością gminy Brześć Kujawski.
Dawna nazwa (zniesiona na wniosek mieszkańców): Dziadowo. Nazwa Dziadowo funkcjonowała aż do końca lat 80. XX wieku, jest nazwą historyczną. Komisja Ustalania Nazw Miejscowości i Obiektów Fizjograficznych dwukrotnie odmawiała zmiany nazwy miejscowości, ostatecznie jednak zmieniono ją.
1871 r. – folwark dóbr wienieckich, należących do Kronenbergów.